# Tipula macropeliostigma
Tipula macropeliostigma är en tvåvingeart som beskrevs av Mannheims 1954. Tipula macropeliostigma ingår i släktet Tipula och familjen storharkrankar. Inga underarter finns listade i Catalogue of Life.